# Alle 28 Tage
Alle 28 Tage ist ein Dokumentarfilm von Ina Borrmann aus dem Jahr 2015. Der Film behandelt das Thema Kinderwunschbehandlung und Künstliche Befruchtung.

## Handlung
Journalistin Ina Borrmann dokumentiert in dem Film ihre eigene Kinderwunschbehandlung. Der Film beginnt mit einem kurzen Abriss ihres bisherigen Lebens. Mittlerweile Ende 30 entwickelt sich mit ihrem neuen Partner ein vorher nicht gekannter Kinderwunsch. Als erste Versuche auf natürlichem Weg nicht zum Erfolg führen, wendet sich das Paar an Prof. Dr. Heribert Kentenich, der insgesamt drei In-vitro-Fertilisationen (IVF) an dem Paar vornimmt. Trotz guter Ausgangswerte nisten sich die befruchteten Eizellen nicht ein. Das Paar und insbesondere Ina leidet unter den missglückten Versuchen. Anschließend kommt es bei einem gemeinsamen Urlaub zu einer Spontanbefruchtung, die jedoch in einer Fehlgeburt endet.
In ihrer Verzweiflung wendet sich Ina an ihre jüngere Schwester, die in eine (in Deutschland illegale) Eizellspende einwilligt. Der Eingriff soll bei Dr. Peter Platteau in den Niederlanden vorgenommen werden. Doch bei ihrer Schwester sind die Werte zu schlecht, so dass keine Eizellen gewonnen werden können.
Am Ende gibt das Paar auf und versucht, sich mit einem Leben ohne Kinder zu arrangieren.

## Hintergrund
Ina Borrmann dokumentierte mit diesem Film ihre eigene Kinderwunschbehandlung, von den Arztterminen über Gespräche mit ihrem Partner und ihrer Familie. Dabei versucht sie einen schonungslosen Blick zu erzeugen.
Die Uraufführung fand am 15. Mai 2015 auf dem DOK.fest München statt. Der Film wurde am 26. Februar 2016 auf DVD veröffentlicht.

## Rezeption
Auf Kinofilmwelt.de schreibt der Rezensent:

„Zu Beginn dieser Dokumentation wirkt alles noch ein bisschen inszeniert, vor allem die Gespräche zwischen der Filmemacherin und ihrem Mann. Doch nach der Erfolglosigkeit der ersten Therapie werden die Bilder immer authentischer und unverstellter. Sie geben schonungslos Einblick in die Gefühlswelt, die Zweifel, die Ängste, die Hoffnungen, die Tiefpunkte der beiden. Fragen nach dem Sinn des Lebens, nach dem eigenen Selbstverständnis sowie Zweifel an der Allmacht der Medizin rücken mehr und mehr in den Mittelpunkt und machen diesen Film zu einem sehr persönlichen Dokument über ein gesellschaftliches Thema, das immer mehr Paare betrifft.“